# Шед (река)
Шед (мађ. Séd), је река у Мађарској. Шед извире у жупанији Веспрем и протиче кроз жупанију Фејер (мађ. Fejér). Само име реке потиче од старе мађарске рећи за поток, шед (мађ. Séd.

## Ток реке
Извор му је у Бакоњским планинама и као талкав тече до града Еши (мађ. Ősi, одакле је познат под именом Маломчаторна (мађ. Malomcsatorna. Онда пролази поред града Шарет (мађ. Sárrét и код града Цеце улива се у речицу Шарвиз (мађ. Sárvíz.
У покрајини Веспрем изнад Шеда је подигнуто 12 мостова, од којих је најпознатији мост Сент Иштвана (мађ. Szent István völgyhíd.

## Занимљивости
У бенедиктинским записима, пише да је још 1037. године била грађена воденица а да је већ 1876. године било 15 млинова у употреби, што је у 20. веку престало да функционише и млинови су само туристичка атракција.
Поток се неколико пута изливао и правио поплаве околном становништву. Највеће поплаве су забележене 1803, 1847, 1889, 1904, 1940. и 1950. године.